# 2962 Отто
2962 Отто (2962 Otto) — астероїд головного поясу, відкритий 28 грудня 1940 року.
Тіссеранів параметр щодо Юпітера — 3,378.